# Pro Quinctio
Le Pro Quinctio est un discours prononcé par Cicéron en 81 av. J.-C. durant la dictature de Sylla pour défendre Publius Quinctius face à Sextus Naevius dans une affaire de spoliation d'héritage foncier. Il s'agit du plus ancien discours de Cicéron dont le contenu nous sont parvenus.

## Contexte
Caius Quinctius et Sextus Naevius sont associés, principalement pour l'exploitation de terres agricoles en Gaule narbonnaise. L'association est renforcée par le mariage de Sextus Naevius à la cousine de Caius Quinctius. Sextus Naevius est crieur public, ce qui le fait intervenir à Rome lors des ventes aux enchères et lui fait connaître de nombreuses personnalités influentes. Lorsque Caius Quinctius décède, son frère nommé Publius Quinctius est censé devenir son héritier et ainsi recevoir tous ses biens. Rapidement, Sextus Naevius va revendiquer l'entièreté de héritage de son associé défunt, à la place de son frère Publius Quinctius. Initialement, la justice prend le parti de l'héritier légitime. Sextus Naevius parvient néanmoins à retarder l'échéance de la remise des biens et obtient même un décret d'un préteur lui permettant de revendiquer l'héritage de manière légale. Publius Quinctius fait alors appel à un tribun de la plèbe nommé Marcus Junius Brutus dont l'intercessio pourrait annuler la décision du préteur. — François Hinard estime douteuse l'identification de ce personnage avec Brutus, futur conjuré contre Jules César. —

## Déroulement
Au tribunal de la plèbe[Quoi ?], Cicéron défend le fait que Sextus Naevius n'a aucun droit à s'attribuer les biens de Caius Quinctius et que dans ce sens, il agit dans l'illégalité. Sextus Naevius est représenté par deux orateurs célèbres, Quintus Hortensius Hortalus et Lucius Marcius Philippus. Cicéron souligne les contradictions et la mauvaise foi dont fait preuve Sextus Naevius dans cette affaire. Lors de ses prises de parole, Cicéron met en application les principes évoqués dans son livre De inventione. Cicéron heurte volontairement la sensibilité des juges en évoquant le caractère fourbe, violent, odieux et cruel de Sextus Naevius. Cicéron prend garde à ne pas perdre l'attention de son public au cours de cette longue affaire judiciaire. Plutôt que de s'attarder sur des détails, il se concentre uniquement sur les éléments essentiels afin de garder en permanence l'attention de son auditoire, au contraire d'Hortalus qui se perd dans des détails. Cicéron conclut sa plaidoirie une miseratio, un appel à la pitié des juges. Il souligne l'injustice dont serait victime son client si on venait à ne pas lui donner raison.
Outre le banal litige d'héritage, cette affaire relève d'un aspect politique : les deux protagonistes de cette affaire sont vus comme les représentants de certains camps politiques. Ainsi, les contemporains ont estimé que Sextus Naevius était un partisan du dictateur Sylla et qu'à l'inverse Publius Quinctius était un partisan marianiste. Cicéron savait donc pertinemment qu'il devait prendre garde à l'image d'opposant politique au dictateur de son client, et qu'il devait faire en sorte que les juges en fassent abstraction.

## Dénouement
Le dénouement de l'affaire n'est pas connu avec certitude. Dans la mesure où la carrière politique et judiciaire de Cicéron n'a cessé de progresser, Pierre Grimal estime qu'il a gagné le procès.

## Source
- Cicéron (trad. du latin par Jules Humbert et Henri De La Ville de Mirmont), Discours. Tome I, 1ère partie : Pour Quinctius - Pour S. Roscius d'Amérie - Pour Q. Roscius le Comédien, Paris, Les Belles Lettres, 1921